# Đồng nguyên (ngôn ngữ học)

Biểu đồ thể hiện mối quan hệ "di truyền" giữa các từ/hình vị:
A phát sinh (derive) cả Aa và Ab; do vậy, mối quan hệ giữa Aa và Ab được coi là đồng nguyên (cognate).

Trong ngôn ngữ học lịch sử, hai hoặc hơn từ/hình vị trong các ngôn ngữ khác nhau có thể được coi là đồng nguyên, nếu chúng là hậu duệ của cùng một từ/hình vị nguyên bản trong cùng một tiền ngữ (proto-language) nhất định. Không nên nhầm lẫn khái niệm này với khái niệm từ mượn, theo đó thì các từ/hình vị được vay mượn xuyên ngôn ngữ và không liên quan gì đến một tổ tiên chung.